# Happy Christmas!
Pour album de Jessica Simpson, voir Happy Christmas.
Cet article possède un paronyme, voir Happy Xmas.
Pour plus de détails, voir Fiche technique et Distribution.
Happy Christmas! (Tomten är far till alla barnen) est un film de Noël suédois réalisé par Kjell Sundvall, sorti en 1999. Le film connait trois remakes.

## Synopsis
Sara décide d'inviter ses trois ex-maris et leurs familles pour Noël.

## Fiche technique
- Titre : Happy Christmas!
- Titre original : Tomten är far till alla barnen
- Réalisation : Kjell Sundvall
- Scénario : Monika Rolfner avec la collaboration de Eva Callenbo et Harald Hamrell
- Musique : Geir Bøhren et Bent Åserud
- Photographie : John Christian Rosenlund
- Montage : Thomas Täng
- Production : Lars Blomgren et Börje Hansson
- Société de production : BV-film, Filmlance International, Frithiof Film to Video, Kinoproduction, Sonet Film, TV 1000, The Chimney Pot et Yellow Cottage
- Pays :  Suède
- Genre : Comédie
- Durée : 95 minutes
- Dates de sortie : 
  -  Suède : 26 novembre 1999
  -  France : 20 décembre 2000

## Distribution
- Katarina Ewerlöf : Sara
- Peter Haber : Janne
- Jessica Zandén : Rita
- Leif Andrée : Åke
- Nina Gunke : Eva
- Dan Ekborg : Gunnar
- Lena B. Eriksson : Anne
- Anders Ekborg : Tomas
- Inga Ålenius : Signe
- Carl Kjellgren : Erik
- Helena af Sandeberg : Marika
- Alexandra Dahlström : Jeanette
- Stina Rautelin : Helena
- Suzanne Reuter : Carina
- Per Burell : Mats
- Kajsa Ernst : Pauline
- Ester Sjögren : Elin
- Tin Carlsson : Richard
- Lisa Ambjörn : Johanna
- Sally Carlsson : Liselotte
- Viktor Schotte : Daniel
- Molly Larsson : Patricia
- Joel Cronström : Benny
- Jill Johansson : Josefin
- Neshwan Bakhet : Gustav

## Distinctions
Le film a été nommé pour quatre prix Guldbagge et a reçu celui de la meilleure actrice pour Katarina Ewerlöf.

## Remakes
Le film a eu trois remakes : Une avalanche de cadeaux en Allemagne (2007), Divin Enfant en France (2014) et Täydellinen joulu en Finlande (2019).